# Сейсмічність Нідерландів
Територія Нідерландів характеризується досить слабкою сейсмічністю.

## Загальна характеристика
На півночі Нідерландів переважають сучасні та плейстоценові піщано-глинисті морські та річкові відклади. Зі сходу розташовані льодовикові та флювіогляціальні відклади. Від Рейнських Сланцевих гір через територію колишньої затоки Зейдерзе в північно-західному напрямку тягнеться Центральнонідерландський вал осадових порід. Всі осадові породи та відклади  залягають досить спокійно. Відповідно, територія в межах країни практично асейсмічна, сейсмічність — відносно слабка. Однак мають місце окремі відчутні (за шкалою інтенсивності МSK-64) землетруси інтенсивністю до 3—4 балів (за шкалою Ріхтера). Неотектоніка проявлена в Нідерландах у ході розробки родовищ корисних копалин з видобутку газу на Гронінгенському газовому родовищі, яке є найбільшим у Європі. Через видобуток, що продовжувався понад 60 років, почалося осідання ґрунту, в результаті чого у провінції Гронінген щорічно фіксувалося декілька десятків невеликих землетрусів.

## Землетруси у минулі століття
З 1970 року в Нідерландах сталося принаймні два землетруси магнітудою вище 5,0 бала, що дозволяє припустити, що більші землетруси такого розміру відбуваються нечасто, ймовірно, в середньому приблизно кожні 25—30 років.
З 1986 року видобуток газу в Гронінгені спровокував близько 1600 землетрусів, внаслідок чого було пошкоджено десятки тисяч будівель і постраждало приблизно сто тисяч людей, про це було зазначено в парламентському звіті.

## Землетруси XXI століття

### 2014
13 лютого, о 03:13 (за місцевим часом), в Нідерландах стався відчутний (за шкалою інтенсивності МSK-64) землетрус магнітудою 3,0 балів  (за шкалою Ріхтера). Згідно з повідомленням Королівської метеорологічної служби Нідерландів, Епіцентр землетрусу знаходився поблизу селища Леерменс у провінції Гронінген.

### 2018
9 лютого у Нідерландах на одному з найбільших родовищ газу Гронінген стався ледве відчутний (за шкалою інтенсивності МSK-64) землетрус магнітудою 2,0 балів (за шкалою Ріхтера). На початку січня в цьому регіоні було зареєстровано підземні поштовхи магнітудою 3,4 балів  (за шкалою Ріхтера).

### 2022
22 жовтня, близько 12:15 (за місцевим часом), в Нідерландах стався ледве відчутний (за шкалою інтенсивності МSK-64) землетрус магнітудою 2,2 балів (за шкалою Ріхтера). Згідно повідомлення телерадіокомпанії NOS, осередок землетрусу знаходився у селі Вірдум, що у провінції Гронінген. Повідомлялося також, що цей землетрус став третім у цій місцевості за останні два тижні. Зокрема 8 жовтня, поблизу Вірдума, стався відчутний (за шкалою інтенсивності МSK-64) землетрус магнітудою 3,1 балів (за шкалою Ріхтера), а 13 жовтня був зафіксований невідчутний (за шкалою інтенсивності МSK-64) землетрус магнітудою 1,4 балів (за шкалою Ріхтера).